# عقدة (فيزياء)

موجة واقفة. النقاط الحمراء هي عقد الموجة

العقدة هي نقطة على طول موجةٍ واقفةٍ، حيث يكون للموجة الحدّ الأدنى من السّعة. على سبيل المثال، في سلسة غيتار تهتّز، تكون نهايات السلسة عُقدًا، وذلك من خلال تغيير موضع العقدة الطرفية من خلال الحنق،
حيث يقوم عازف الإيتار بتغيير الطول الفعّال للوتر المهتّز وبالتّالي النوتة يتمّ تشغيلها. عكس العقدة هي عقدة مضادّة، وهي النقطة التي يكون فيها اتّساع الموجة عند الحدّ الأقصى، تحدث هذه في منتصف الطريق بين العقد.

## التفسير
تنتج الموجات الدائمة عندما يتحرك قطاران من الموجات الجيبية من نفس التردّد في اتجاهين متعاكسين في نفس المساحة ويتداخلان مع بعضهما البعض. تحدث عندما تنعكس الموجات عند الحدود،
مثل الموجات الصوتية المنعكسة من الجدار أو الموجات الكهرومغناطيسية المنعكسة من نهاية خط النقل، وخاصة عندما تكون الموجات محصورة في مرنان عند الرنين، ترتدّ ذهابًا وإيابًا بين حدودين،
كما هو الحال في سلسلة الغيتارأو في أنبوب الجهاز.
في الموجة الدائمة العقد هي سلسلة من المواقع على مسافات متساوية حيث يكون اتساع الموجة (الحركة) صفرًا (انظر الرسوم المتحركة أعلاه). عند هذه النقاط، تضيف الموجتان مع طور معاكس
وإلغاء بعضهما البعض. تحدث على فترات نصف طول الموجة (λ / 2). في منتصف المسافة بين كل زوج من العقد توجد مواقع يكون فيها السعة القصوى. هذه تسمى المضادّات. عند هذه النقاط،
تضيف الموجتان نفس المرحلة وتعزز بعضهما البعض.
في الحالات التي لا يكون فيها قطاري الموجة المعاكسين متساويين في الاتساع، لا يتم إلغاؤهما تمامًا، لذا فإن اتساع الموجة الدائمة في العقد ليس صفرًا بل مجرد حد أدنى.
يحدث هذا عندما يكون الانعكاس عند الحدود غير كامل. ويشار إلى ذلك من خلال نسبة الموجة الدائمة المحدودة (SWR)، وهي نسبة اتساع الموجة عند العقدة إلى الاتساع عند العقدة.
رنينًا لسطح أو غشاء ثنائي الأبعاد، مثل رأس طبل أو لوحة معدنية مهتزة، تصبح العقد خطوطًا عقدية، خطوط على السطح حيث يكون السطح بلا حراك، وتقسيم السطح إلى مناطق منفصلة تهتز بمرحلة معاكسة.
يمكن جعلها مرئية من خلال رش الرمل على السطح، وتسمى الأنماط المعقدة للخطوط الناتجة بأشكال كلدني.
في خطوط النقل، تكون عقدة الجهد عبارة عن عقد مضاد حالي، وعقدة الجهد هي عقدة تيار.
العقد هي نقاط الإزاحة الصفرية، وليس النقاط التي تتقاطع فيها موجتان مكونتان.

## شروط الحدود
حيث تحدث العقد فيما يتعلق بالحدود التي تعكس الموجات يعتمد على شروط النهاية أو شروط الحدود. على الرغم من وجود العديد من أنواع الحالات النهائية،
إلا أن نهايات الرنانات عادة ما تكون واحدة من نوعين يسببان الانعكاس الكلي:
- حدود ثابتة: ومن الأمثلة على هذا النوع من الحدود هي نقطة التعلق بسلسلة غيتار، أو النهاية المغلقة لأنبوب مفتوح مثل أنبوب عضو أو أنبوب خشبي، أو محيط رأس الطبل، أو خط إرسال مع دائرة قصيرة نهاية، أو المرايا عند نهايات تجويف الليزر. في هذا النوع، يضطر اتساع الموجة إلى الصفر عند الحد، لذلك هناك عقدة عند الحد، وتحدث العقد الأخرى بمضاعفات نصف طول موجة منها: 0,  λ/2,  λ,  3λ/2,  2λ, ...
- حدود حرّة: ومن الأمثلة على هذا النوع من الحدود هي عضو مفتوح أو أنبوب خشبي، ينتهي قضيب مرن اهتزازي على هاتف إكسيليفون، أو غلوكونبيل، أو شوكة رنين، أو نهايات هوائي، أو خط إرسال مفتوح. في هذا النوع، يُضطر المشتق (المنحدر) لاتساع الموجة (في الموجات الصوتية للضغط، في الموجات الكهرومغناطيسية للتيار) إلى الصفر عند الحدود. لذلك هناك حد أقصى للسعة (antinode) عند الحدود، تحدث العقدة الأولى ربع طول الموجة من النهاية، والعقد الأخرى في نصف أطوال الموجة من هناك: λ/4,  3λ/4,  5λ/4,  7λ/4, ...

## الأمثلة
الصوت
تتكون الموجة الصوتية من دورات متناوبة لضغط وتمدد وسط الموجة. أثناء الضغط، تُضطر جزيئات الوسط معًا، مما يؤدي إلى زيادة الضغط والكثافة. أثناء التمدد، يتم فصل الجزيئات،
مما يؤدي إلى انخفاض الضغط والكثافة.
يتناسب عدد العقد في الطول المحدد بشكل مباشر مع تردد الموجة.
من حين لآخر على الإيتار أو الكمان أو أي آلة وترية أخرى، يتم استخدام العقد لإنشاء التوافقيات. عندما يتم وضع الإصبع على أعلى السلسلة عند نقطة معينة، ولكن لا تدفع السلسلة بالكامل وصولاً إلى لوحة الفريتس، يتم إنشاء عقدة ثالثة (بالإضافة إلى الجسر والجوز) ويصدر صوت متناسق. أثناء اللعب العادي عند استخدام الحنق، تكون التوافقيات موجودة دائمًا، على الرغم من أنها أكثر هدوءًا. مع طريقة العقدة الاصطناعية، تكون نغمة الصوت أعلى، والنغمة الأساسية أكثر هدوءًا. إذا تم وضع الإصبع في منتصف السلسلة، فسيتم سماع النغمة الأولى، وهي عبارة عن اوكتاف فوق النغمة الأساسية التي سيتم تشغيلها، لو لم يتم إصدار النغمة التوافقية. عندما تقسم عقدتان إضافيتان السلسلة إلى الثلثين، يؤدي ذلك إلى إنشاء أوكتاف وخامس مثالي (الثاني عشر). عندما تقسم ثلاث عقد إضافية السلسلة إلى أرباع، يؤدي هذا إلى تكوين أوكتاف مزدوج. عندما تقسم أربع عقد إضافية السلسلة إلى أخماس، يؤدي هذا إلى إنشاء أوكتاف مزدوج وثلث رئيسي (17). الأوكتاف، والثالث الرئيسي والخامس المثالي هي النوتات الثلاث الموجودة في وتر كبير.
يرجع الصوت المميز الذي يسمح للمستمع بتحديد أداة معينة إلى الحجم النسبي للتوافقيات التي أنشأتها الآلة.
الكيمياء
في الكيمياء، تُستخدم الموجات الميكانيكية الكمومية، أو «المدارات»، لوصف الخواص الموجية للإلكترونات. تحتوي العديد من هذه الموجات الكمومية على عقد ومضادات أيضًا. يؤدي عدد هذه العقد ومضاداتها وموضعها إلى ظهور العديد من خصائص الذرة أو الرابطة التساهمية. يتم تصنيف المدارات الذرية وفقًا لعدد العقد الشعاعية والزاوية، بينما يتم تصنيف المدارات الجزيئية وفقًا لطبيعة الترابط. المدارات الجزيئية التي تحتوي على مضادات بين النوى المستقرة للغاية، وتعرف باسم «مدارات الترابط» التي تقوي الرابطة. في المقابل، لن تكون المدارات الجزيئية ذات العقدة بين النوى مستقرة بسبب التنافر الكهروستاتيكي وتعرف باسم «المدارات المضادة للرابطة» التي تضعف الرابطة. المفهوم الميكانيكي الكمومي الآخر هو الجسيم في صندوق حيث يمكن أن يساعد عدد عقد الدالة الموجية في تحديد حالة الطاقة الكمومية - تتطابق العقد الصفرية مع الحالة الأرضية، وتتوافق عقدة واحدة مع الحالة الأولى المثارة، وما إلى ذلك بشكل عام، إذا رتب المرء الحالة الذاتية بترتيب زيادة الطاقات، وبالمثل، تقع الوظائف الذاتية في ترتيب تزايد عدد العقد؛ تحتوي الوظيفة الذاتية nth n على عقد n − 1، بين كل منها تحتوي الوظائف الذاتية التالية على عقدة واحدة على الأقل.